# Buchberg, Schaffhausen
Buchberg är en ort och kommun i kantonen Schaffhausen, Schweiz. Kommunen hade 890 invånare (2023).
Tillsammans med kommunen Rüdlingen bildar Buchberg en exklav inom kantonen Schaffhausen. De båda kommunerna omges helt av kantonen Zürich (kanton) och tyska Baden-Württemberg.
Buchberg har dessutom två exklaver i Rüdlingen.